# Encyklopedia Internautica
Encyklopedia Internautica (in italiano "Enciclopedia Internautica") è un'enciclopedia online polacca basata sulla Popularna Encyklopedia Powszechna ("Enciclopedia universale popolare") o Pinnex. È liberamente accessibile sulle pagine di Interia, un grande portale internet della Polonia. Nel 2006 l'Enciclopedia Internautica contava più di 120.000 voci.